# مهارکننده‌های مستقیم فاکتور ده
مهارکننده‌های مستقیم فاکتور ده (انگلیسی: Direct factor Xa inhibitors) مهارکننده‌های مستقیم فاکتور Xa (xabans) داروهای ضد انعقاد (داروهای رقیق کننده خون) هستند که هم برای درمان و پیشگیری از لخته شدن خون در سیاهرگ‌ها و هم برای جلوگیری از سکته مغزی و آمبولی در افراد مبتلا به فیبریلاسیون دهلیزی (AF) استفاده می‌شوند.

## کاربرد پزشکی
مهارکننده‌های مستقیم فاکتور Xa شامل ریواروکسابان، آپیکسابان و ادوکسابان هستند و انواعی از داروهای ضد انعقاد مستقیم خوراکی هستند که داروهای رقیق کننده خون، یکی از کلاس‌های داروهای ضد ترومبوتیک هستند. آنها معمولاً برای درمان و پیشگیری از لخته شدن خون در وریدها، جلوگیری از سکته مغزی و آمبولی در افراد مبتلا به فیبریلاسیون دهلیزی غیردریچه‌ای (AF) که دارای سایر عوامل خطر هستند و جلوگیری از لخته شدن خون پس از جراحی معمولی زانو و تعویض مفصل ران تجویز می‌شوند.
مهارکننده‌های مستقیم فاکتور Xa را می‌توان به‌عنوان جایگزینی برای وارفارین در نظر گرفت، به‌ویژه اگر فردی از چندین داروی دیگر استفاده می‌کند که با وارفارین تداخل دارند، یا اگر حضور در قرار ملاقات‌های پزشکی و نظارت آزمایشگاهی دشوار شود. عواملی که قبل از تصمیم‌گیری در مورد استفاده از وارفارین یا DOAC یا مهارکننده مستقیم فاکتور Xa در نظر گرفته می‌شوند، عبارتند از: وجود یا عدم وجود بیماری دریچه‌ای قلب، وضعیت عملکرد کلیه، خطر سکته مغزی و خطر خونریزی.

## موارد منع مصرف
مهارکننده‌های مستقیم Xa در افرادی که به‌طور فعال خونریزی می‌کنند یا در معرض خطر بالای خونریزی هستند، منع مصرف دارد. اثرات آن بر جنین یا نوزاد ناشناخته است، بنابراین این داروها برای مادران باردار یا شیرده تجویز نمی‌شوند.

## اثرات نامطلوب
عوارض جانبی عبارتند از خونریزی؛ بیشتر از بینی، دستگاه گوارش (GI) و دستگاه ادراری تناسلی شایع است. در مقایسه با خطر خونریزی با استفاده از وارفارین، مهارکننده‌های مستقیم فاکتور Xa خطر بیشتری برای خونریزی دستگاه گوارش دارند اما خطر خونریزی عمده یا خونریزی در مغز کمتر است. سایر عوارض جانبی عبارتند از ناراحتی معده، سرگیجه، کم خونی و افزایش آنزیم‌های عملکرد کبد.

## مصرف بیش از حد
یک متخصص ممکن است در شرایط مصرف بیش از حد، آزمایش کمی فاکتور Xa را درخواست کند. آندگزانت آلفا، یک پادزهر خاص برای معکوس کردن فعالیت ضد انعقادی مهارکننده‌های مستقیم Xa در صورت خونریزی شدید، در سال ۲۰۱۸ توسط FDA تأیید شد. در بریتانیا نیز موجود است.

## تداخلات دارویی
اگر همزمان با سایر داروهای رقیق کننده خون مانند داروهای ضد التهابی غیراستروئیدی، داروهای ضد پلاکت و هپارین استفاده شود، خطر خونریزی افزایش می‌یابد. اگر همزمان با ریفامپیسین و فنی‌توئین استفاده شود، می‌توان اثرات رقیق کننده خون را کاهش داد و با فلوکونازول افزایش داد. در مقایسه با وارفارین، تداخلات کمتری با سایر داروها دارند.

## فارماکولوژی

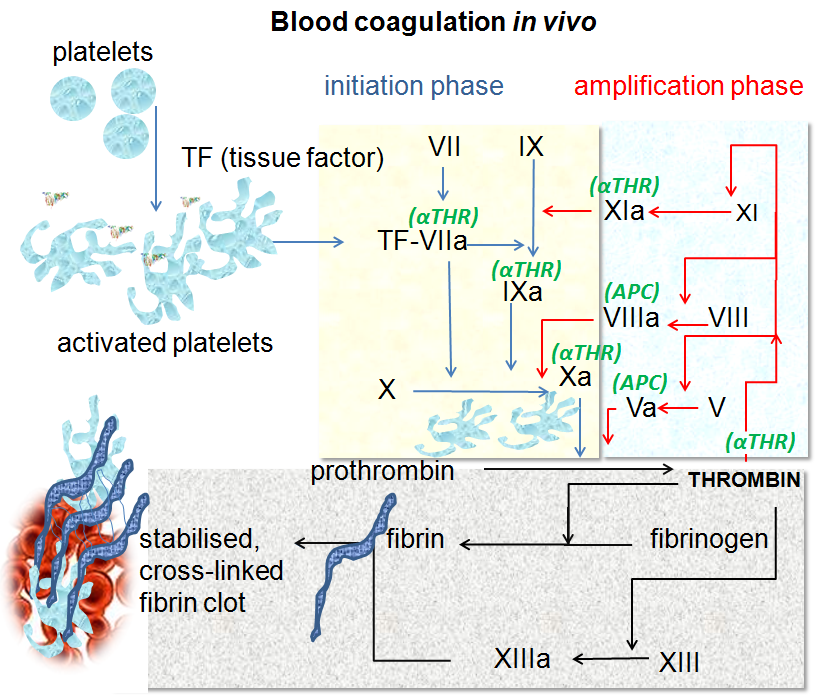
انعقاد در داخل بدن، مسیر مشترک نهایی و جایی که فاکتور Xa عمل می‌کند را نشان می‌دهد

مهارکننده‌های مستقیم فاکتور Xa آنزیمی به نام فاکتور Xa را مسدود می‌کنند و از تبدیل پرترومبین به ترومبین در آخرین مسیر مشترک انعقاد و مرحله نهایی تشکیل لخته در وریدها جلوگیری می‌کنند.

### فارماکوکینتیک
این داروها شروع و جبران اثر سریع دارند. این بدان معنی است که اغلب می‌توان آنها را ۱۲ تا ۴۸ ساعت پیش از جراحی متوقف کرد و مدت کوتاهی پس از جراحی دوباره آنها را از سر گرفت. در مقابل، وارفارین و فن‌پروکومون اغلب تا یک هفته قبل از جراحی متوقف می‌شوند و از هپارین‌های با وزن مولکولی پایین برای پر کردن شکاف درمانی معمولاً برای چند هفته استفاده می‌شود.
همچنین برخلاف وارفارین و فن پروکومون، مهارکننده‌های مستقیم فاکتور Xa نیازی به نظارت مکرر بر زمان پروترومبین (INR) و تنظیم دوز ندارند.